# De Staat (Louis Andriessen)
De Staat is een minimalistische compositie van Louis Andriessen. Het werk, gecomponeerd tussen 1972 en 1976, beleefde zijn première in november 1976 in Amsterdam.
Andriessen vertelde over het werk het volgende: "Ik schreef De Staat als een bijdrage in het debat over de verhouding tussen muziek en politiek. Veel componisten zien hun werk als iets dat op de een of andere manier boven sociale invloeden staat. Ik ben het daar niet mee eens. De manier waarop je muzikaal materiaal arrangeert, de technieken die je gebruikt en het soort instrumenten waar je voor schrijft worden grotendeels gedetermineerd door je eigen sociale achtergrond en luisterervaring, en de beschikbaarheid van financiële ondersteuning". In het stuk worden passages dialoog van Plato gebruikt. Andriessen hierover: "Zijn tekst is controversieel in politiek opzicht, misschien zelfs volkomen negatief: Iedereen kan zien dat de uitspraak van Plato dat de Mixolydische toonladder verboden moest worden wegens een nefaste invloed op de karakterontwikkeling absurd is."
Het stuk is opgebouwd uit tetrachorden, groepen van vier noten.

## Orkestratie
Het stuk is geschreven voor een ongebruikelijke bezetting:
- Houtblazers: 4 hobo's (waarvan twee dubbel op Engelse hoorn)
- Koperblazers: 4 trompetten, 4 hoorns, 4 trombones
- Tokkelinstrumenten: 2 elektrische gitaren, basgitaar, 2 harpen
- Toetsen: 2 piano's
- Strijkers: 4 altviolen
- Zang: 2 sopranen, 2 mezzosopranen